# 塗山氏
涂山氏是中国远古时期的神话传说中，夏禹的妻子的氏族。其记载最早可见于《尚书·皋陶谟·益稷》和《楚辞·天问》。
《吴越春秋》称禹之妻名为女娇。

## 部分文献记载
- 先秦《尚书·皋陶谟·益稷》[1]：

|  | 禹曰：“予娶涂山，辛壬癸甲，启呱呱而泣，矛弗子，惟荒度土功，弼成五服，至于五千。州十有二师。外薄四海，咸建五长，各迪有功，苗顽弗即工，帝其念哉。” |

- 战国《楚辞·天问》：

|  | 禹之力献功，降省下土四方。焉得彼嵞山女，而通之于台桑？” |

- 秦《吕氏春秋·季夏纪第六·音初》：

|  | 禹行功，见涂山之女。禹未之遇而巡省南土。涂山氏之女乃令其妾候禹于涂山之阳。女乃作歌，歌曰：“候人兮猗”，实始作为南音。周公及召公取风焉，以为“周南”、“召南”。 |

- 西汉《史记·夏本纪第二》：

|  | 禹曰：“予娶涂山，辛壬癸甲，生启予不子，以故能成水土功。辅成五服，至于五千里，州十二师，外薄四海，咸建五长，各道有功。苗顽不即功，帝其念哉！” |

|  | 夏后帝启，禹之子，其母涂山氏之女也。 |

- 东汉《吴越春秋·越王无余外传第六》[2]：

|  | 禹三十，未娶，行到涂山，恐时之暮，失其度制，乃辞云：“吾娶也，必有应矣。”乃有白狐九尾，造于禹。禹曰：“白者，吾之服也。其九尾者，王之证也。”涂山人歌曰：“绥绥白狐，九尾痝痝。我家嘉夷，来宾为王。成家成室，我造彼昌。”天人之际，于兹则行，明矣哉！禹因娶涂山女，谓之女娇，取辛壬癸甲。禹行十月，女娇生子启。启生，不见父，昼夕呱呱啼泣。 |

- 北魏《水经注·卷三十·淮水》[3]：

|  | 《吕氏春秋》曰：禹娶塗山氏女，不以私害公，自辛至甲四日，复往治水。故江、淮之俗，以辛、壬、癸、甲为嫁娶日也。 |

武則天改國號周時，追尊啟的母親為玉京太后。

## 相关文学
- 宋朝文学家苏轼《濠州七绝·涂山》:

|  | 川锁支祁水尚浑,地埋汪罔骨应存。 樵苏已入黄熊庙,乌鹊犹朝禹会村。 |

- 宋朝文学家苏辙《和子瞻濠州七绝涂山》:

|  | 娶妇山中不肯留，会朝山下万诸侯。 古人辛苦今谁信，只见清淮入海流。 |